# Villefontaine
Villefontaine este o comună în departamentul Isère din sud-estul Franței. În 2009 avea o populație de 18.541 de locuitori.

## Evoluția populației
| An        | 1975  | 1982  | 1990   | 1999   | 2006   | 2009   |
| --------- | ----- | ----- | ------ | ------ | ------ | ------ |
| Populație | 1.694 | 9.719 | 16.171 | 17.766 | 18.407 | 18.541 |